# Ragouba
Ragouba è un comune dell'Algeria, situato nella provincia di Souk Ahras.